# العمش (وشحة)

تعديل مصدري - تعديل

العمش هي إحدى قرى عزلة ضاعن بمديرية وشحة التابعة لمحافظة حجة، بلغ تعداد سكانها 262 نسمة حسب تعداد اليمن لعام 2004.